# Farida de Egipto
Farida de Egipto (en árabe: الملكة فريدة, Safinaz Hanim Zulfikar; Alejandría, 5 de septiembre de 1921 - El Cairo, 16 de octubre de 1988), fue la reina consorte de Egipto entre 1938 y 1948, por su matrimonio con el rey Faruq I.

## Biografía

### Primeros años y educación
Safinaz Hanim Zulfikar nació el 5 de septiembre de 1921, como hija del aristócrata Youssef Zulfikar Pasha, un juez de origen turco, y de Zeinab Hanim Mehmet Sait, una dama de honor de la reina Nazli Sabri, sobrina del artista y abogado Mahmoud Sa'id, y nieta de ex primer ministro de Egipto, Muhammad Said Pasha, quien también era de origen turco. Farida cursó sus estudios primarios en Notre Dame de Sion en Alejandría, una escuela dirigida por monjas francesas.

## Matrimonio y descendencia
Farida y Faruq se conocieron en un viaje real a Londres en 1937, y se comprometieron en el verano de 1938. Contrajeron matrimonio el 20 de enero de 1938 en el Palacio Qubba en El Cairo, Egipto; cuando él tenía 19 y ella 18. Su nombre fue cambiada al de Farida de acuerdo con la tradición iniciada por el rey Fuad I de que los miembros de la familia real deberían llevar las mismas iniciales. En la ceremonia, la novia vistió un vestido de novia diseñado por The House of Worth de París.
El matrimonio tuvo tres hijas; 
- La princesa Ferial.
- La princesa Fawzia.
- La princesa Fadia.

Tras el nacimiento de una tercera hija, Faruk se divorció de ella el 19 de noviembre de 1948. El rey Faruk cuidó a las dos primeras hijas, mientras que Farida cuidó a la menor después del divorcio.

## Reina de Egipto
La reina Farida nació en una cultura en la que la maternidad era la única prioridad de una mujer. El nacimiento de un heredero al trono fue especialmente importante. Sin embargo, debido a la creciente influencia de Occidente, el papel de la primera dama y la reina se elevó a niveles más altos.
Una cierta emancipación femenina, al menos en términos de visibilidad, se había producido en la élite egipcia en torno a la familia real, ya que se consideraba como un signo de modernidad, adecuado para su uso en la representación de la casa real en el mundo occidental. El matrimonio en sí mismo se utilizó en la publicidad oficial para mostrar la imagen moderna que la monarquía deseaba dar, y la pareja real se describió oficialmente como una pareja doméstica moderna en un matrimonio de pareja monógamo, que en ese momento había llegado a ser considerado como el ideal de la élite egipcia.

## Vida posterior y muerte
Farida permaneció en Egipto hasta 1964, viviendo en el barrio de Zamalek, de El Cairo. Más tarde se instaló en el Líbano donde vio a sus hijos después de casi diez años. En marzo de 1965, cuando el rey Faruk murió en Roma, ella y sus tres hijas visitaron su cuerpo en la morgue. Luego, vivió en París de 1968 a 1974 hasta que regresó a Egipto en 1974, durante la presidencia de Anwar Al-Sadat. Permaneció soltera después del divorcio. A fines de la década de 1960, comenzó a pintar, realizando exposiciones en Europa y Estados Unidos. Además, realizó una en El Cairo en mayo de 1980.
Farida fue hospitalizada en septiembre de 1988 debido a varios problemas de salud, entre ellos leucemia, neumonía y hepatitis. El 2 de octubre, fue internada en cuidados intensivos y luego entró en coma. Su deceso se produjo en El Cairo, el 16 de octubre de 1988, a causa de la leucemia.

## Títulos y tratamientos
Esta tabla aún no está actualizada. Puedes contribuir aportando información sobre títulos y tratamientos de esta persona.

## Distinciones honoríficas
Nacionales
- Miembro de la Orden la Virtud [Condecoración de Nishan al-Kamal en brillantes] (19 de enero de 1938).[17]

Extranjeras
- Dama Gran Cruz de la Orden de la Beneficencia (Reino de Grecia).[17]
- Dama Gran Cruz de la Orden de San Sava (Reino de Serbia).[17]